# BW Businessworld
BW Businessworld es una revista de negocios india fundada en 1981. La revista fue publicada por ABP Group, cuyas publicaciones más destacadas son The Telegraph (Calcuta), Anandabazar Patrika, Sananda, Anandamela y otras.  Las oficinas de BW Businessworld están ubicadas en Nueva Delhi, Mumbai, Bangalore y Chennai.

## Historia
El 19 de septiembre de 2013, los propietarios de ABP Group, Ananda Publishers, vendieron Businessworld a Anurag Batra, propietario del grupo de medios exchange4media, y Vikram Jhunjhunwala, que dirige la empresa de banca de inversión y gestión de activos Shrine Capital por una cantidad no revelada.

## Controversia
- Sí Estafa bancaria: el Tribunal Superior permite que BW BusinessWorld Media opere dos cuentas bancarias congeladas por Dirección de Ejecución (ED). En junio de 2020, el Tribunal Superior de Delhi permitió a BW BusinessWorld Media Private Limited operar sus dos cuentas bancarias que fueron congeladas bajo las instrucciones de la Dirección de Ejecución (ED), que está investigando la estafa Yes Bank NSE -2.11 % que presuntamente involucra a su co- fundador Rana Kapoor y su familia. El 65 por ciento de las acciones de BW BusinessWorld Media pertenecen a las empresas subsidiarias de Kapoor.[4]